# كابيزا ديل بي
بلدية كابيزا ديل بي (بالإسبانية: Cabeza del Buey)‏, هي إحدى بلديات مقاطعة بطليوس, التي تقع في منطقة إكستريمادورا, والتي تقع في غرب إسبانيا.
يبلغ عدد سكانها 5.957 نسمة وفقاً لإحصائية سنة (2002).

## أعلام
- مانويل كورال